# City Theater (gebouw in Amsterdam)
Het City Theater is een theatergebouw aan het Kleine-Gartmanplantsoen in Amsterdam-Centrum. Bij oplevering in 1935 bestond het uit een grote kwartcirkelvormige zaal met balkon voor in totaal 1.800 personen met een orkestbak en toneeltoren, buiten zichtbaar aan de rechtervoorzijde. In de jaren zeventig van 20e eeuw is de theaterzaal opgesplitst in meerdere kleinere bioscoopzalen. Na een verbouwing in 2007 is het exterieur teruggebracht naar de oorspronkelijke staat. In het gebouw bevinden zich bioscoop Pathé City, een restaurant en een casino.

## Voorgeschiedenis
Op de plek van het gebouw loopt aan het eind van de 17e eeuw een nieuw uitgegraven stuk van de Lijnbaansgracht. Op het Leidseplein werd een stuk niet uitgegraven. Daniël Stalpaert, de stadsarchitect, tekende het stuk in op het ontwerpgedeelte van zijn kaart van 1662, maar er stond toen geen bebouwing op de kaart. Dat is anders wanneer Frederick de Wit zijn kaart afgeeft rond 1688. Er stonden, toen de gracht in de jaren tien van de 20e eeuw gedempt werd, traditionele grachtenpanden met adressen aan de Lijnbaansgracht. Volgens een bijschrift bij een foto van Jacob Olie van 2 oktober 1896 betreft het dan huisnummers Lijnbaansgracht 247-281. Na de demping krijgen de gebouwen een nieuwe nummering Klein-Gartmanplantsoen 1 tot en met 25. Begin 1934 kocht de NV Maatschappij tot Exploitatie van het City Theater grond en vijftien percelen aan het Kleine Gartmanplantsoen en de Leidsedwarsstraat. De aanbesteding voor de sloop werd eind dat jaar onderhands geregeld.

## Bouw

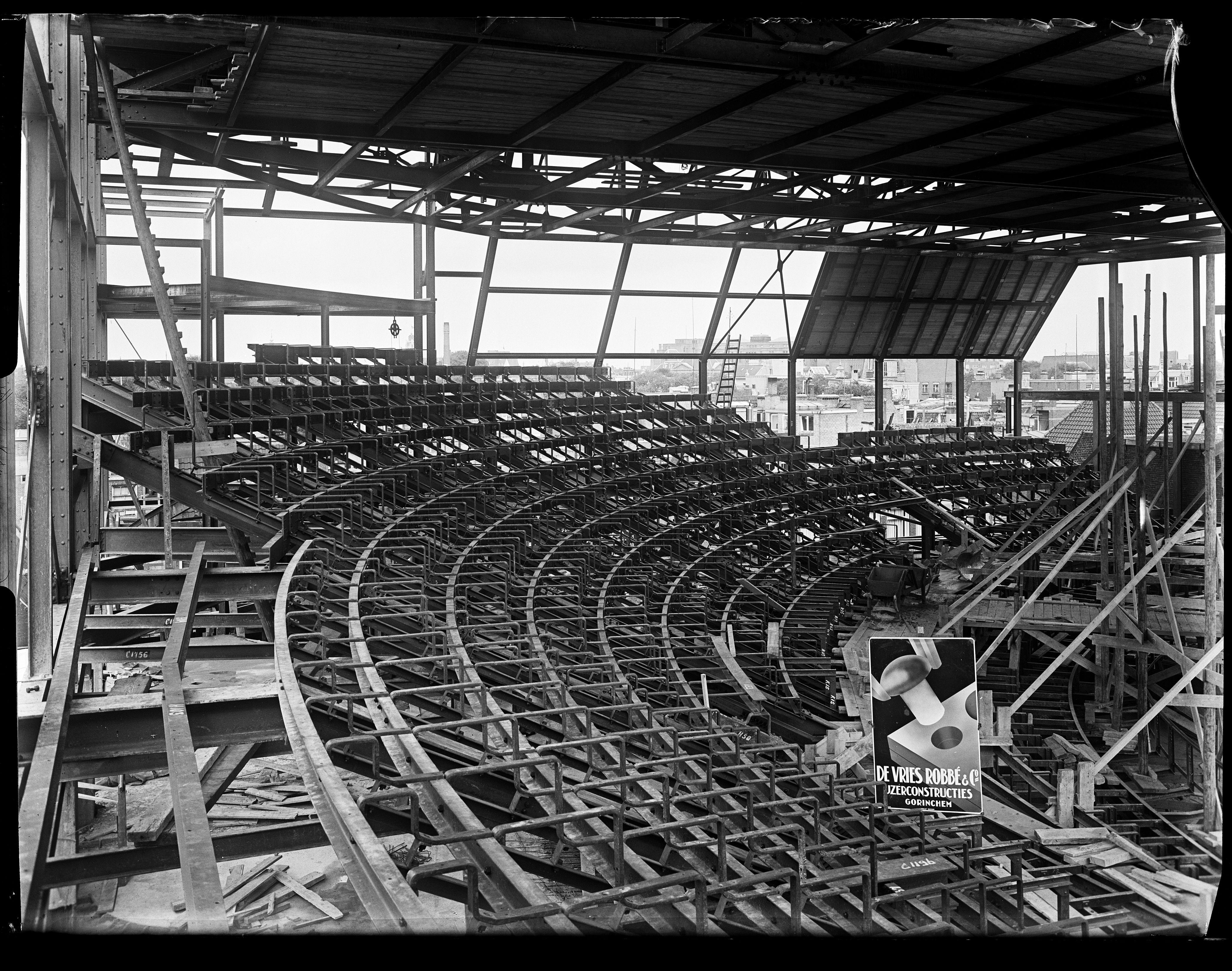
staalskeletbouw in 1935

Architect Jan Wils had een ontwerp gemaakt voor een gebouw van 34 bij 37 meter, dat 1800 bezoekers kon herbergen. In november 1934 was de sloop van de gebouwen nog in gang. In de planning van de bouw van het theater was al begrepen dat de bouw niet langer dan een jaar zou duren. In december 1934 vond een aanbesteding plaats voor de fundering en een kelder van gewapend beton. Vlak daarna vond de aanbesteding plaats voor de levering (en montage) van het staalskelet. Rond 14 maart 1935 ging de laatste heipaal de grond in. De bouwers konden aan de slag met de betonnen kelder en het opzetten van het stalen geraamte van het gebouw en haar 40 meter hoge toren. Ook toen schatte men in dat opening nog in 1935 kon plaatsvinden.
Eind april 1935 volgde de aanbesteding van de afbouw. Huib Wilton legde op 25 juli 1935 de eerste steen, aldus een zwarte marmeren plaat nabij de ingang. Naast die plaat is ook een plaat te vinden waarop de namen van de architecten wordt vermeld (en sinds 2010 ook de naam van de restaurateur uit 2010). Er werd snel doorgebouwd, op 29 oktober 1935 kon het complex geopend worden.

## Opening
Een storm van 19 oktober 1935 gooide nog bijna roet in het eten, want enkele gevelversieringen waren losgeraakt. Een week voordat de opening zou geschieden was men overal in het gebouw en ook in de hoefijzervormige zaal met balkon bezig met restwerkzaamheden. Ook buiten het complex waren er werkzaamheden, er werden fonteinen geplaatst op de pleinen en de omliggende gebouwen werden in de verlichting gezet, alles ter gelegenheid van de opening.
Het complex werd op 29 oktober 1935 geopend door de minister van Sociale Zaken Marcus Slingenberg. Die zag het in eerste instantie niet zitten de combinatie van minister en een uitgaansgelegenheid, ware het niet dat door de bouw van het theater 600 Nederlandse werkeloze bouwvakkers aan het werk waren geholpen in crisistijd (en 100 personeelsleden voor de bioscoop). Na vertoning van Episode volgde als snel de gala-première van Suikerfreule. In januari 1936 konden leden van de Vereniging tot bevordering der belangen van slechthorenden kennismaken met de nieuwe geluidsinstallatie, die verspreid over de gehele zaal was geplaatst.

## Interieur

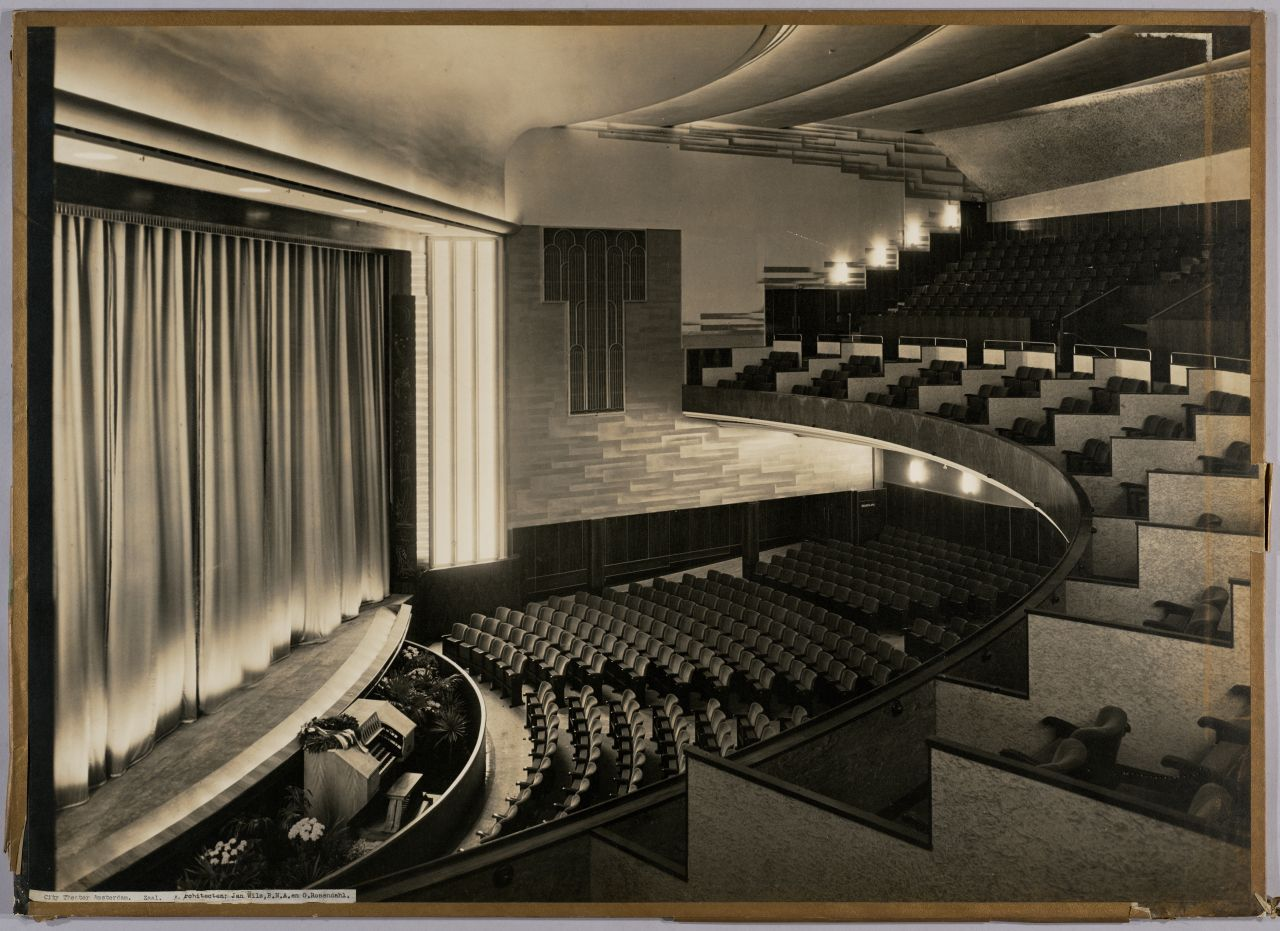
De theaterzaal vlak na oplevering

Er werd bericht omtrent de ontvangsthal, die in tweeën gesplitst werd, zodat eventueel later een deel als horecagelegenheid ingericht kon worden. Vanuit de ontvangsthal leiden twee monumentale trappen (3,5 meter breed) naar de galerij. Zowel parterre als galerij hadden grote ramen zodat het publiek zich kon vergapen aan wat op het Kleine-Gartmanplantsoen gebeurde. De galerij gaf middels trappen toegang tot de ingang van de diagonaal geplaatste grote zaal, die zes meter boven het maaiveld hangt. Het scherm en het toneel zijn daarbij gelegen aan de kant van het plantsoen, de trappen aan de Leidsedwarsstraat. Wils zou daarbij geïnspireerd zijn door Jan Duikers Cineac. De toneelzaal kreeg een diepte van 10 meter, om uitvoeringen van operettes en opera’s mogelijk te maken werd ook een orkestbak voorzien.
De kelders werden ingericht tot fietsenstalling. Vanuit de ontvangsthal vertrekken tevens twee liften, destijds geschikt voor zestien personen elk.

## Exterieur
Het gebouw werd ontworpen in de stijl van het nieuwe bouwen, opgetrokken aan een staalskelet. De voor- en achtergevel hebben grote oppervlakken geelbruin baksteen (dit bleken bij de restauratie in 2007 steenstrippen te zijn). De voorgevel heeft aan de linkerkant een strook ramen in stalen frames, die rijkt vanaf de luifel boven de begane grond tot het dak. Achter die raamgang is een trapgalerij te zien. Rechts daarvan op het middensegment bevinden zich van boven naar beneden de aanduiding van het gebouw "CITY THEATER", een reclamescherm voor de vertoonde films en een horizontale raampartij, alle drie uitgevoerd in een verticaal staande rechthoek. Rechts daarvan een baksteen oppervlak met daarin een kleine en een rond ruit.
Rechts daarvan begint de toneeltoren van baksteen van 40 meter hoogte. Aan die toren hangt een ronde trapgang achter glas opnieuw in metalen frames. Daarop stond een kroon, waarop viermaal de naam "CITY" stond vermeld. Daarnaast zijn van de eerste verdieping tot het dak vijf stroken met verlichting aangebracht, afgesloten door versieringen. Het laatste stukje gevel staat schuin ten opzichte van het gebouw om aan te sluiten bij de rooilijn van het belendende gebouw. De achtergevel heeft zo mogelijk een nog groter oppervlak aan baksteen. Het gebouw bracht technische vooruitgang op de terreinen van de akoestiek, geluidsisolatie, warmte-isolatie, ventilatie en andere klimaatbeheersing avant la lettre. Ook de automatische sprinklerinstallatie was een noviteit.
In de zwarte natuurstenen terugspringende gevelomlijsting staat de tekst "op 25 juli van 1935 werd de eerste steen gelegd door Huib Wilton". Door de keuze voor een staalskelet kon het gebouw in een recordtijd worden opgeleverd. Op 29 oktober 1935 werd het City Theater geopend met het eerste Polygoon-journaal op het programma, na de pauze gevolgd door de hoofdfilm Episode met filmdiva Paula Wessely.
Het gebouw bracht technische vooruitgang op de terreinen van de akoestiek, geluidsisolatie, warmte-isolatie, ventilatie en andere klimaatbeheersing avant la lettre. Ook de automatische sprinklerinstallatie was een noviteit. Het meubilair, de wand- en vloerbedekking werden verzorgd door de bekende Haagse meubelfabriek van Pander en Zonen, met een groot aantal geglazuurde tegeltjes van De Porceleyne Fles uit Delft.
Ook de vormgeving was vooruitstrevend, in het bijzonder de hoge en strakke voorgevel was een opvallende verschijning in het klassieke Amsterdamse beeld van grachtenpanden ter rechterzijde en de Stadsschouwburg aan de linkerhand. Het imposante bouwvolume was samengesteld uit twee kubistische elementen. Het gevelvlak werd effectief doorbroken met een lange, smalle wenteltrap in een glazen toren die 's avonds van binnenuit werd verlicht.

## Verbouwingen
Gedurende de Tweede Wereldoorlog zijn de verlichtingsstroken verwijderd in verband met de verplichte verduistering, ze zouden pas bij de renovatie in 2010 terugkeren. In 1967/1968 werd zowel de binnen- als de buitenkant grondig aangepast. De gehele voorgevel verdween en er kwam een gevel met Franse grijsblauwe marmerplaten in aluminium profielen, de toneeltoren werd behangen door geanodiseerde aluminiumplaten. Aan de nieuwe gevel kwamen twee enorme reclameborden, een voor de vertoonde films en een voor algemene reclame. Alleen de glaspartij van de ronde trapgang blijft zichtbaar. Op het dak komt een flinke lichtreclame met "CITY". In dit tijdperk werd het gebouw benoemd tot gemeentelijk monument (2006). Ook achter deze gevel vinden intern herindelingen plaats. Van 2008 tot en met 2010 stond het gebouw wederom in de steigers. Het kreeg een nieuwe indeling, de ontvangsthal werd doorgetrokken naar de Korte Leidsedwarsstraat, zodat een passage ontstond. De begane grond ging dienen tot horecagelegenheid, in de kelder kwam een speelautomatencasino. De voorgevel, minus de uitbouw die werd gesloopt, werd teruggebracht in haar oude staat, waarbij voor de gevel nieuwe geelbruine bakstenen werden aangemaakt, geplaatst en gevoegd. De in de jaren zestig geplaatste gevelelementen en lichtreclame verdwenen weer en ook de lichtzuilen werden weer geplaatst. Ook werd de kroon op de glazen toren hersteld.
In 1967 lieten de originele bakstenen strips van de gevel los en werden er natuurstenen platen aangebracht.
In de jaren daarna vond een grootscheepse verbouwing plaats waarbij de grote zaal in drie kleinere zalen werd verdeeld. Ook werden er twee zalen in de kelder en een nieuwe zaal op de reeds bestaande verdieping gerealiseerd, waarmee het aantal zalen op zeven kwam en het aantal stoelen werd teruggebracht tot 1.400.

## Restauratie
Na de laatste verbouwing in 2007, die vorm kreeg in een samenwerkingsverband van Pathé, Epicurus Real Estate en Rappange architecten werd het exterieur van het gebouw weer teruggebracht naar de datum van opening. Het gebouw biedt sindsdien onderdak aan een arthouse-bioscoop met zeven zalen in de voormalige grote zaal met in totaal 625 stoelen onder de noemer Pathé City, een grand café op de ontvangstzaal en een casino in het souterrain, met elkaar verbonden door de vides. Op 2 december 2010 werd het gebouw heropend.

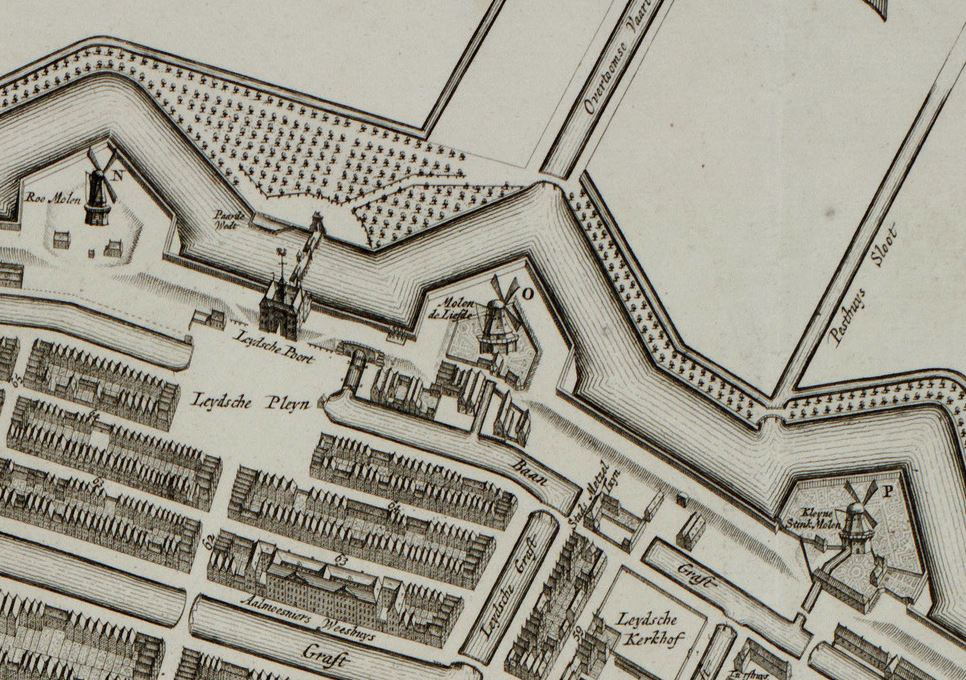
Detail van kaart uit 1737, Links van Leydsche Pleyn het oude blok panden
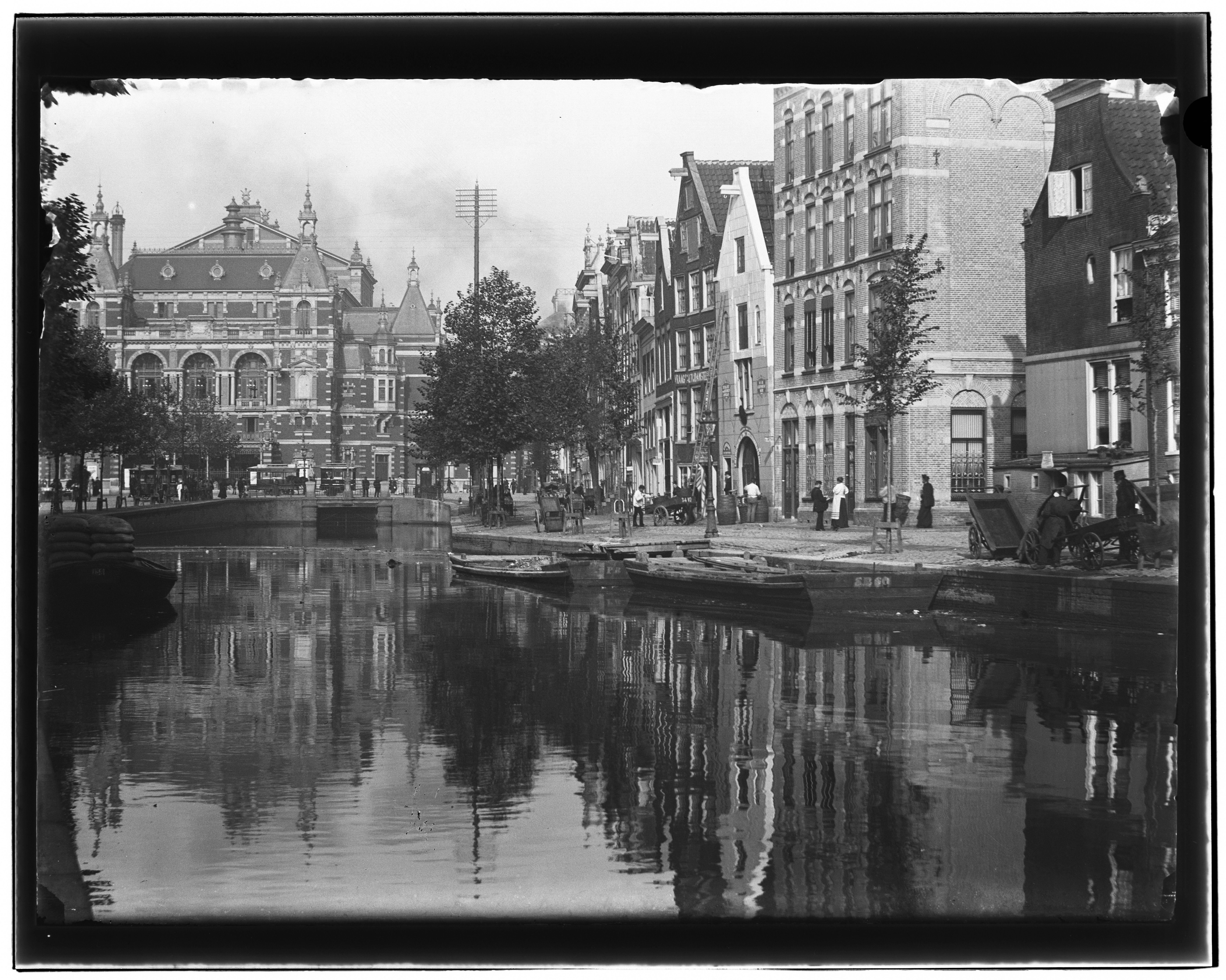
Situatie 1896; het witte gebouw en hoekpand bleven staan bij de sloop
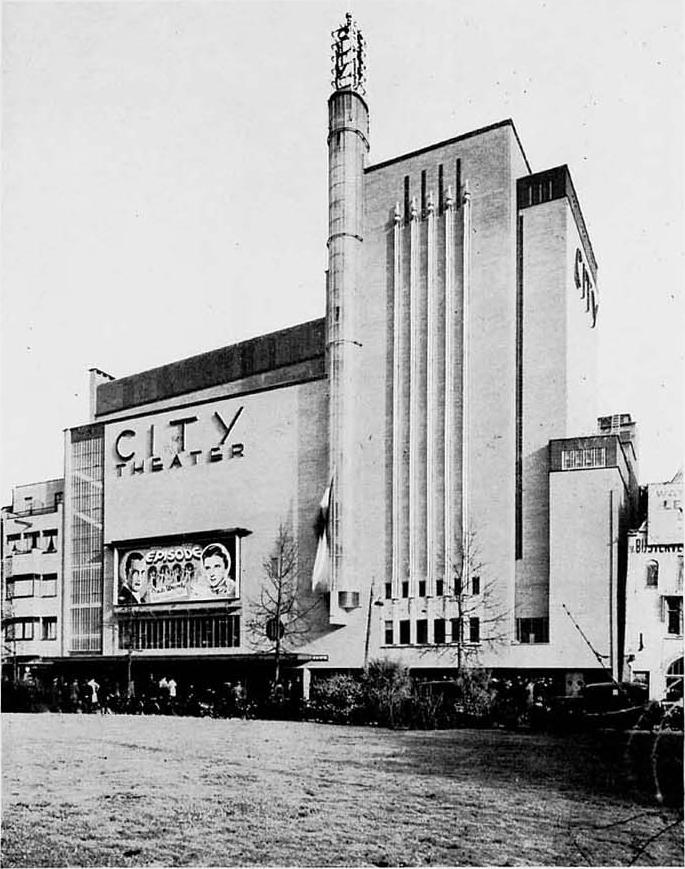
Situatie circa 1936, links nr 11 in dezelfde stijl; rechts het gebouw met de boogconstructie
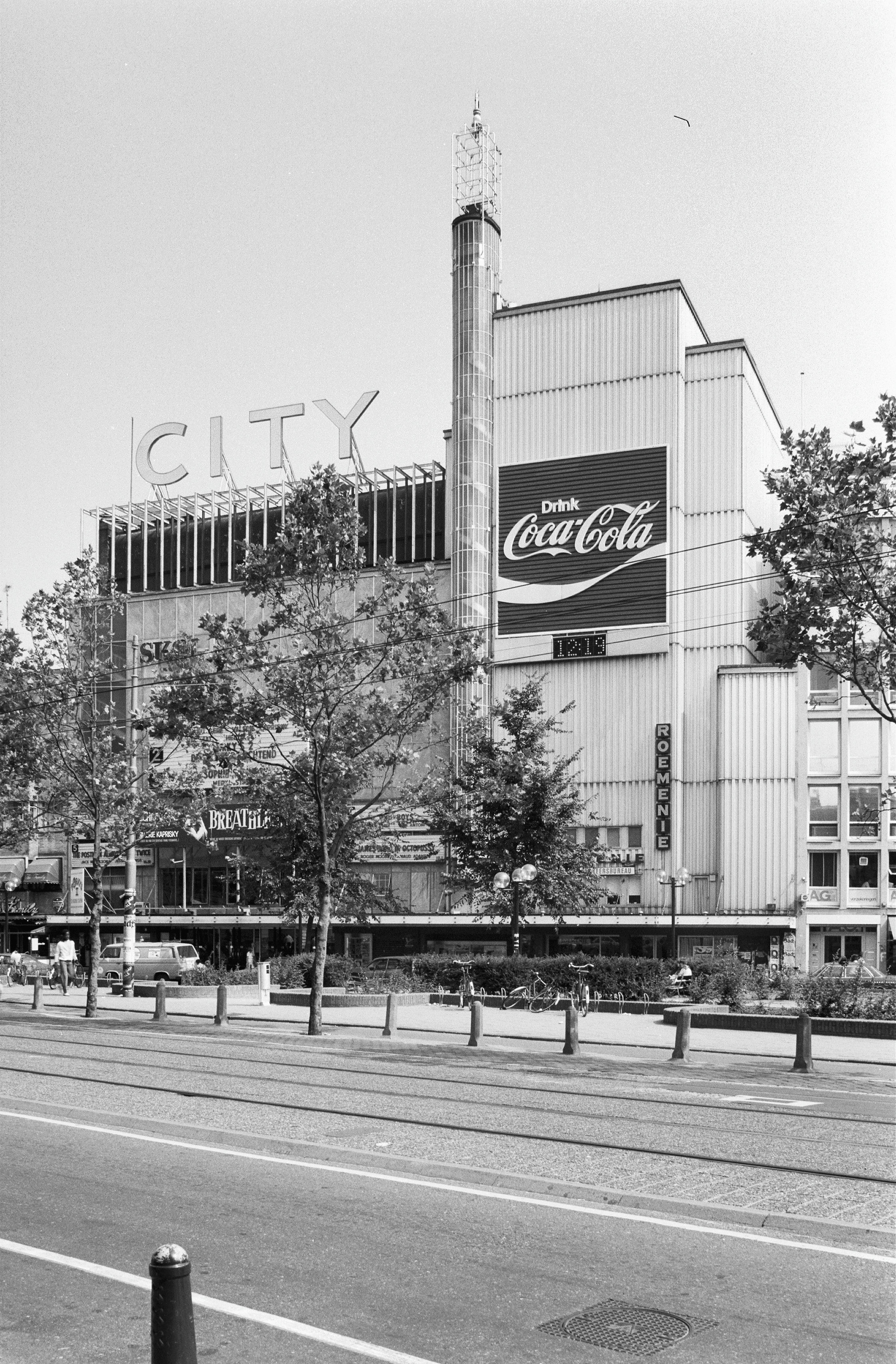
Na de verbouwing in 1968